# Nymphomatriarch
Nymphomatriarch es un álbum publicado en 2003 en colaboración entre el productor de breakcore canadiense Aaron Funk (conocido como Venetian Snares) y la productora austríaco-estadounidense Rachael Kozak (conocida como Hecate).
Los dos músicos editaron el material en mayo del año 2003 usando como fuentes sonoras, según su testimonio, solamente samplings de actividades sexuales realizadas por ellos mismos (en este momento, formaban una pareja) a lo largo de una gira por Europa.
Los sonidos fueron grabados mientras mantenían sexo vaginal, anal y oral, y durante actividades de BDSM. 
El ejemplo más conocido son golpes en las nalgas que reemplazaban al redoblante en el track Blood on the Rope, pero según los músicos, algunos sonidos fueron grabados mediante técnicas más complejas como la introducción de micrófonos en los genitales.
El álbum llevó a una presencia mediática hasta este momento desconocida a los dos músicos, llegando a ser mencionados en medios masivos de comunicación norteamericanos, y entrevistados por la revista Playboy.

## Lista de canciones
1. "Input" – 2:48
2. "Blood on the Rope" – 6:13
3. "Amaurophilia" – 5:51
4. "Hymen Tramp Choir" – 14:02
5. "Pervs" – 5:27
6. "Outlet" – 1:16